# سيرجي ليبيديف (لاعب كرة قدم)
سيرجي ليبيديف (31 يناير 1969 بفرغانة في أوزبكستان - ) هو مدرب كرة قدم ولاعب كرة قدم أوزبكستاني في مركز الوسط. شارك مع منتخب أوزبكستان لكرة القدم. أما مع النوادي، فقد لعب مع شينيك ياروسلافل ونادي نسف قرشي ونادي نيفتشي فرغانة ونادي سوغديانا جيزك وميتالورج بيكاباد وFC Turbina Naberezhnye Chelny ‏ وFC Dynamo Kirov ‏.

## وصلات خارجية
- سيرجي ليبيديف على موقع الاتحاد الدولي (مؤرشف)  (الإنجليزية)
- سيرجي ليبيديف على موقع ناشيونال فوتبول تيمز (الإنجليزية)
- سيرجي ليبيديف على موقع عالم كرة القدم.نت (الإنجليزية)